# Amarodytes segrix
Amarodytes segrix är en skalbaggsart som beskrevs av Guignot 1950. Amarodytes segrix ingår i släktet Amarodytes och familjen dykare. Inga underarter finns listade i Catalogue of Life.